# Amnesiac
| 전문가 평가                   | 전문가 평가 |
| 총 점수                       | 총 점수     |
| 출처                          | 점수        |
| ----------------------------- | ----------- |
| 메타크리틱                    | 75/100      |
| 평가 점수                     |             |
| 출처                          | 점수        |
| AllMusic                      | [ 2 ]       |
| Entertainment Weekly          | C+          |
| The Guardian                  | [ 4 ]       |
| Los Angeles Times             | [ 5 ]       |
| NME                           | 8/10        |
| Pitchfork                     | 9.0/10      |
| Q                             | [ 8 ]       |
| Rolling Stone                 | [ 9 ]       |
| The Rolling Stone Album Guide | [ 10 ]      |
| Spin                          | 7/10        |

《Amnesiac》은 2001년 5월 30일, 팔로폰이 발매한 영국의 얼터너티브 록 밴드 라디오헤드의 다섯 번째 스튜디오 음반이다. 라디오헤드의 이전 음반 《Kid A》(2000년)와 같은 세션에서 프로듀서 나이젤 고드리치와 함께 녹음되었다. 《Kid A》와 마찬가지로 《Amnesiac》은 전자 음악, 20세기 클래식 음악, 재즈, 크라우트록의 유사한 영향을 통합하였다. 마지막 곡인 〈Life in a Glasshouse〉는 험프리 리텔튼 밴드와의 공동 작업이다.
《Kid A》의 싱글 음반을 발매하지 않은 후, 라디오헤드는 싱글 〈Pyramid Song〉과 〈Knives Out〉으로 《Amnesiac》을 홍보하고 뮤직 비디오를 곁들였다. 이 음반은 영국 음반 차트에서 1위, 미국 빌보드 200에서 2위로 데뷔했다. 2008년 10월, 그것은 전 세계적으로 900,000장 이상 팔렸다. 캐나다와 미국에서 플래티넘 인증을 받았다.
비록 라디오헤드의 초기 록 사운드로의 복귀를 바라는 일부 사람들에게 실망을 주었지만, 《Amnesiac》은 주로 긍정적인 평가를 받았고 수많은 출판물들에 의해 올해의 최고의 음반들 중 하나로 선정되었다. 이 음반은 머큐리상과 몇몇 그래미 어워드 후보에 올랐고, 스페셜 에디션으로 베스트 레코딩 패키지 상을 수상하였다. 〈Pyramid Song〉은 《롤링 스톤》, 《NME》, 《피치포크》가 선정한 10년 중 최고의 트랙 중 하나로 선정되었다. 2012년 《롤링 스톤》은 역사상 가장 위대한 음반 500장의 업데이트 버전에서 《Amnesiac》을 320위로 선정했다.

## 녹음
라디오헤드와 프로듀서인 나이젤 고드리치는 2000년 10월에 발매된 전작인 《Kid A》와 같은 세션에서 《Amnesiac》를 녹음했다. 세션은 1999년 1월부터 2000년 중반까지 파리, 코펜하겐, 라디오헤드의 옥스퍼드셔 스튜디오에서 열렸다. 드러머 필 셀웨이는 "두 가지 마음... 모든 사람이 함께 연주하는 방에 있는 우리의 오래된 접근법과 스튜디오에서 음악을 만드는 다른 극단 사이의 긴장감 《Amnesiac》이 밴드 편곡 방식으로 더 강하게 나오는 것 같아요."라고 말했다.
세션은 전자 음악, 20세기 클래식 음악, 재즈, 크라우트록에서 합성기를 사용한 옹드 마르트노, 드럼 머신, 현악 합주단, 브라스 등의 영향을 받았다. 기타리스트 조니 그린우드가 편곡한 이 현악기는 세인트 존스의 오케스트라가 연주했으며 라디오헤드의 스튜디오에서 가까운 12세기 교회인 도체스터 애비에서 녹음했다.
라디오헤드는 이 작품을 더블 음반으로 발매하는 것을 고려했지만, 너무 조밀하다고 느꼈다. 가수 톰 요크는 라디오헤드가 두 개의 음반으로 나누었다고 말했다. "이 음반들은 전체적으로 완성된 음반들로 서로를 취소하기 때문입니다. 다른 두 곳에서 온 것 같아요, 제 생각엔... 《Amnesiac》이 설명의 한 형태인 《Kid A》에 대해 또 다른 입장을 취하는 것 같습니다." 밴드는 그들이 《Amnesiac》을 B-사이드나 《Kid A》의 음반들이 아니라 그 자체로 음반으로 보았다고 강조했다.

## 발매
라디오헤드는 2001년 1월, 《Kid A》의 발매 3개월 후, 그들의 웹사이트를 통해 《Amnesiac》를 발표했다. 《Kid A》에서 싱글 음반을 발매하지 않은 후, 라디오헤드는 《Amnesiac》에서 5월에 〈Pyramid Song〉과 7월에 〈Knives Out〉의 두 곡을 발매했는데, 뮤직 비디오가 이를 뒷받침한다. 〈I Might Be Wrong〉은 6월에 라디오 전용 싱글로 발매되었다.
2001년 6월, 라디오헤드는 3년 만에 처음으로 북미 투어를 통합하면서 《Amnesiac》 투어를 시작했다. 2001년 11월에 발매된 《I Might Be Wrong: Live Recordings》에 《Kid A》와 《Amnesiac》 투어의 녹음이 포함되어 있다. 어쿠스틱 기타로 요크가 공연한 〈Life in a Glasshouse〉의 초기 데모는 2019년 컴필레이션 《MiniDiscs [Hacked]》를 통해 공개되었다.

## 판매
《Amnesiac》은 미국 빌보드 200에서 231,000장의 판매량으로 2위에 데뷔하여 라디오헤드의 첫 주 판매량인 《Kid A》의 207,000장을 넘어섰다. 이 음반은 일본 음반 산업 협회에 의해 일본 전역의 10만 장에 대한 골드 인증을 받았다. 2008년 10월까지 《Amnesiac》은 전 세계적으로 900,000장 이상 판매되었다. 2013년 7월, 영국에서 300,000장 이상의 판매로 플래티넘 인증을 받았다.

## 곡 목록
모든 곡들은 콜린 그린우드, 조니 그린우드, 에드 오브라이언, 필 셀웨이 그리고 톰 요크에 의해 작사/작곡하였다.
| #   | 제목                                        | 재생 시간 |
| --- | ------------------------------------------- | --------- |
| 1.  | 〈Packt Like Sardines in a Crushd Tin Box〉 | 4:00      |
| 2.  | 〈Pyramid Song〉                            | 4:49      |
| 3.  | 〈Pulk/Pull Revolving Doors〉               | 4:07      |
| 4.  | 〈You and Whose Army?〉                     | 3:11      |
| 5.  | 〈I Might Be Wrong〉                        | 4:54      |
| 6.  | 〈Knives Out〉                              | 4:15      |
| 7.  | 〈Morning Bell/Amnesiac〉                   | 3:14      |
| 8.  | 〈Dollars and Cents〉                       | 4:52      |
| 9.  | 〈Hunting Bears〉                           | 2:01      |
| 10. | 〈Like Spinning Plates〉                    | 3:57      |
| 11. | 〈Life in a Glasshouse〉                    | 4:34      |

## 인증
| 국가                                                  | 인증     | 판매량/출하량 |
| ----------------------------------------------------- | -------- | ------------- |
| 아르헨티나 (CAPIF)                                    | 골드     | 20,000^       |
| 오스트레일리아 (ARIA)                                 | 골드     | 35,000^       |
| 벨기에 (BEA)                                          | 골드     | 25,000*       |
| 캐나다 (뮤직 캐나다)                                  | 플래티넘 | 100,000^      |
| 프랑스 (SNEP)                                         | 골드     | 176,076       |
| 일본 (RIAJ)                                           | 골드     | 100,000^      |
| 영국 (BPI)                                            | 플래티넘 | 300,000^      |
| 미국 (RIAA)                                           | 골드     | 1,020,000     |
| 요약                                                  |          |               |
| 유럽 (IFPI)                                           | 플래티넘 | 1,000,000*    |
| *판매량을 기반으로 한 인증 ^출하량을 기반으로 한 인증 |          |               |